# Булавина, Анна Аркадьевна
Анна Аркадьевна Булавина (род. 7 июня 1988) — российская самбистка и дзюдоистка, призёр чемпионатов России по самбо, чемпионка Европы и мира среди юниоров по самбо, серебряный призёр Кубка мира по самбо, мастер спорта России международного класса по самбо, мастер спорта России по дзюдо. Выпускница факультета физической культуры и спорта РГПУ имени А. И. Герцена в Санкт-Петербурге.

## Спортивные результаты
- Чемпионат России по самбо среди женщин 2007 года — ;
- Первенство Европы по самбо среди юниоров 2007 года — [1];
- Первенство мира по самбо среди юниоров 2008 года — [1];
- Чемпионат России по самбо среди женщин 2008 года — ;
- Чемпионат России по самбо среди женщин 2009 года — ;
- Международный турнир по самбо памяти ЗМС и ЗТ СССР И. В. Васильева 2009 года — [2];
- Чемпионат России по самбо среди женщин 2011 года — ;
- Кубок мира по самбо 2011 года — [1];